# Luciano Berruti
Luciano Berruti (Cosseria, 25 novembre 1943 – Colle del Melogno, 13 agosto 2017) è stato un ciclista italiano.
Diventò famoso per la partecipazione alla cicloturistica di biciclette d'epoca l'Eroica (da cui il soprannome “L’Eroico”) della quale divenne il simbolo e di cui portava il dorsale numero 1. Ha fondato il “Museo della Bicicletta di Cosseria” nella sua città natale dove è esposta la sua collezione di biciclette d’epoca e cimeli storici.

## Biografia
Luciano Berruti nasce a Cosseria (SV) il 25 novembre 1943. Cresciuto da una famiglia umile, si interessa al ciclismo agonistico fin dalla giovane età, ma è costretto ad abbandonarlo intorno ai sedici anni a causa di diversi infortuni. Intraprende durante la sua vita vari mestieri, tra cui il muratore, il carpentiere e il meccanico-dentista. All'inizio degli anni '60 decide di iniziare a viaggiare per l'Europa, principalmente dell'Est, in motocicletta. Proprio in uno di questi viaggi, in Polonia, conosce una ragazza che successivamente diventerà sua moglie e con la quale avrà due figli. All'età di quarant'anni ritrova l'interesse nella bicicletta e riprende a gareggiare nel ciclismo di strada, mountain bike e ciclocross dove vince varie gare tra cui alcuni titoli italiani. Fu apripista alla Red Hook Crit, la più grande gara di bici a scatto fisso al mondo.
Muore il 14 agosto 2017 a 74 anni probabilmente colto da un malore durante una pedalata tra Osiglia e Bormida.

### L'Eroica
Nel 1996 partecipa alla prima edizione della cicloturistica di bici d'epoca “Eroica” , di cui portava il dorsale numero 1. Ancora oggi è considerato l'icona della manifestazione e dei valori che essa rappresenta di cui egli si fa ambasciatore: tali la correttezza nei confronti dell'avversario, l'altruismo, il sacrificio e la sofferenza per raggiungere i propri obiettivi. Dall'Eroica nasce anche la sua passione per il ciclismo d'epoca: egli inizia infatti a collezionare biciclette vintage e vari cimeli storici. Sempre grazie alla sua passione calca le strade di Eroica in ogni parte del mondo: Spagna, Olanda, Inghilterra, Giappone, Sud Africa, Stati Uniti ed Uruguay. 

### Il Museo

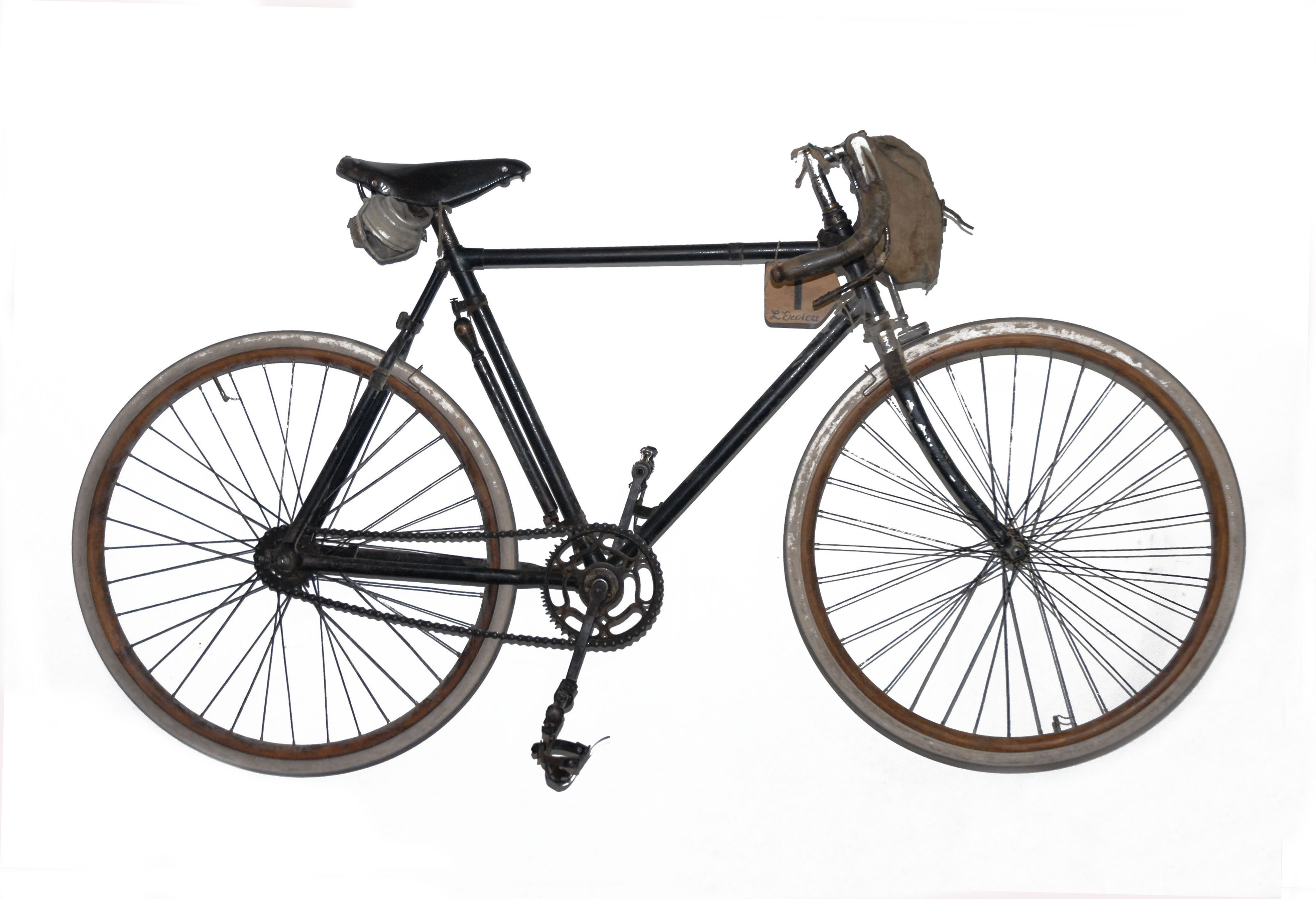
Peugeot 1907 con targa n°1 de l'Eroica

Nel febbraio 2010 fonda con la moglie e i figli il “Museo della bicicletta di Cosseria” dove espone la sua collezione, vanta infatti di numerose bici d'epoca (50 esemplari, risalenti dal 1890 fino al 1960, tra cui la Peugeot del 1907, bicicletta personale di Berruti con la quale ha percorso le salite più famose d'Europa: Mortirolo, Stelvio, Finestre, Galibier, Izoard, Alpe d'Huez, Ventoux, Tourmalet.).
Nel museo oltre alle biciclette si trova anche una vasta e pregiata collezione di maglie storiche di ciclisti agonisti. Molte sono anche le visite annuali e le partecipazioni al museo-tour; esso infatti è un punto di riferimento per il ciclismo vintage mondiale.

## Onorificenze
- Cittadino onorario di Gaiole in Chianti.

- Ambasciatore dello Sport nel Mondo per il Comune di Cosseria.

## Carriera ciclistica
Delle 450 gare vinte durante la sua carriera ciclistica le più importanti sono:
- Campionato Italiano Ciclocross UNLAC 99-00-01-02-09- 10-11-12
- Campionato Italiano Duathlon UISP (MTB-Podismo) 97
- Campionato Italiano MTB (UNLAC) 99-00-01
- Campionato Italiano Granfondo MTB UISP 97 (8 prove in tutta Italia)
- Campionato Alpi Liguri MTB
- 3 Campionati delle 2 Regioni MTB (Piemonte-Liguria)
- 12 Campionati Regionali MTB UISP
- Campionato regionale ciclocross UDACE 12 “Giro della provincia di Savona” MTB
- Sentieri di pietra Pian Munè MTB

Piazzamenti:
- 5° Camp. Europeo Ciclocross FCI
- 5° Camp. Europeo Ciclocross UNLAC
- Camp. Italiano Ciclocross 2000: 2º assoluto

## Film e libri
La storia di Berruti viene raccontata nel film di Marco Rimondi “L’Eroico” (“Menzione d’Onore” al festival “Sport Movies & Tv 2018), dal servizio RAI “Se collezionando”, dal documentario “Veloretro” e dal libro "Luciano Berruti" edito da SL Edizioni, scritto da Jacek Berruti e Giancarlo Brocci.